# Jean Hamel
Pour les articles homonymes, voir Hamel.
Jean Hamel (né le 26 juin 1952 à Asbestos au Québec) est un défenseur québécois professionnel de hockey sur glace ayant joué pour les Blues de Saint-Louis, les Red Wings de Détroit, les Nordiques de Québec et les Canadiens de Montréal dans la Ligue nationale de hockey. Il a remporté le trophée Jacques Beauchamp, trophée de l'organisation du Canadien, remis au joueur ayant joué un rôle déterminant dans les succès de l'équipe en 1984.

## Statistiques
Pour les significations des abréviations, voir Statistiques du hockey sur glace.
| Saison    | Équipe                    | Ligue |    | Saison régulière | Saison régulière | Saison régulière | Saison régulière | Saison régulière |    | Séries éliminatoires | Séries éliminatoires | Séries éliminatoires | Séries éliminatoires | Séries éliminatoires |
| Saison    | Équipe                    | Ligue | PJ | B                | A                | Pts              | Pun              | PJ               | B  | A                    | Pts                  | Pun                  |                      |                      |
| 1969-1970 | Rangers de Drummondville  | LHJMQ | 56 | 4                | 11               | 15               | 75               |                  |    |                      |                      |                      |                      |                      |
| 1970-1971 | Rangers de Drummondville  | LHJMQ | 61 | 7                | 23               | 30               | 109              | 6                | 1  | 1                    | 2                    | 8                    |                      |                      |
| 1971-1972 | Rangers de Drummondville  | LHJMQ | 59 | 6                | 29               | 35               | 132              |                  |    |                      |                      |                      |                      |                      |
| 1972-1973 | Spurs de Denver           | WHL   | 13 | 0                | 6                | 6                | 22               | --               | -- | --                   | --                   | --                   |                      |                      |
| 1972-1973 | Blues de Saint-Louis      | LNH   | 55 | 2                | 7                | 9                | 24               | 2                | 0  | 0                    | 0                    | 0                    |                      |                      |
| 1973-1974 | Spurs de Denver           | WHL   | 10 | 0                | 2                | 2                | 12               | --               | -- | --                   | --                   | --                   |                      |                      |
| 1973-1974 | Blues de Saint-Louis      | LNH   | 23 | 1                | 1                | 2                | 6                | --               | -- | --                   | --                   | --                   |                      |                      |
| 1973-1974 | Red Wings de Détroit      | LNH   | 22 | 0                | 3                | 3                | 40               | --               | -- | --                   | --                   | --                   |                      |                      |
| 1974-1975 | Red Wings de Détroit      | LNH   | 80 | 5                | 19               | 24               | 136              | --               | -- | --                   | --                   | --                   |                      |                      |
| 1975-1976 | Red Wings de Détroit      | LNH   | 77 | 3                | 9                | 12               | 129              | --               | -- | --                   | --                   | --                   |                      |                      |
| 1976-1977 | Red Wings de Détroit      | LNH   | 71 | 1                | 10               | 11               | 63               | --               | -- | --                   | --                   | --                   |                      |                      |
| 1977-1978 | Red Wings de Kansas City  | LCH   | 28 | 2                | 10               | 12               | 29               | --               | -- | --                   | --                   | --                   |                      |                      |
| 1977-1978 | Red Wings de Détroit      | LNH   | 32 | 2                | 6                | 8                | 34               | 7                | 0  | 0                    | 0                    | 10                   |                      |                      |
| 1978-1979 | Red Wings de Détroit      | LNH   | 52 | 2                | 4                | 6                | 72               | --               | -- | --                   | --                   | --                   |                      |                      |
| 1979-1980 | Red Wings de Détroit      | LNH   | 49 | 1                | 4                | 5                | 43               | --               | -- | --                   | --                   | --                   |                      |                      |
| 1980-1981 | Red Wings de l'Adirondack | LAH   | 7  | 1                | 3                | 4                | 36               | --               | -- | --                   | --                   | --                   |                      |                      |
| 1980-1981 | Red Wings de Détroit      | LNH   | 68 | 5                | 7                | 12               | 57               | --               | -- | --                   | --                   | --                   |                      |                      |
| 1981-1982 | Express de Fredericton    | LAH   | 16 | 2                | 4                | 6                | 19               | --               | -- | --                   | --                   | --                   |                      |                      |
| 1981-1982 | Nordiques de Québec       | LNH   | 40 | 1                | 6                | 7                | 32               | 5                | 0  | 0                    | 0                    | 16                   |                      |                      |
| 1982-1983 | Nordiques de Québec       | LNH   | 51 | 2                | 7                | 9                | 38               | 4                | 0  | 0                    | 0                    | 2                    |                      |                      |
| 1983-1984 | Canadiens de Montréal     | LNH   | 79 | 1                | 12               | 13               | 92               | 15               | 0  | 2                    | 2                    | 16                   |                      |                      |

### Parenté dans le sport
Jean Hamel est le frère du joueur de hockey Gilles Hamel.